# Dasyatis longa
Dasyatis longa (лат.) — вид рода хвостоколов из семейства хвостоко́ловых отряда хвостоколообразных надотряда скатов. Они обитают в тропических водах центрально-восточной и юго-восточной частях Тихого океана. Встречаются на глубине до 90 м. Максимальная зарегистрированная ширина диска 1,56 м. Грудные плавники этих скатов срастаются с головой, образуя ромбовидный диск, ширина которого почти равна длине. Рыло короткое притуплённое. Хвост намного длиннее диска. Позади шипа на хвостовом стебле вентрально расположен кожный киль, верхний киль отсутствует. Диск покрыт чешуёй. Окраска дорсальной поверхности диска ровного красновато-коричневого или тёмно-коричневого цвета. Подобно прочим хвостоколообразным Dasyatis longa размножаются яйцеживорождением. Эмбрионы развиваются в утробе матери, питаясь желтком и гистотрофом. Рацион состоит в основном из донных ракообразных и костистых рыб. Являются объектом кустарного промысла. В качестве прилова попадаются при донном тралении.

## Таксономия и филогенез
Впервые Dasyatis longa был научно описан в 1880 году как Trygon longa на основании образцов из Панамы и Мексики, признанных синтипами. Позднее род Trygon род Dasyatis были признаны синонимами. Видовой эпитет происходит от слов лат. long — «длинный». Ранее Dasyatis longa путали с калифорнийским хвостоколом, однако эти виды отличаются тем, что у калифорнийского хвостокола на хвостовом стебле присутствует как вентральная, так и дорсальная кожные складки, а у Dasyatis longa только вентральная. Кроме того, у Dasyatis longa очень длинный хвост, но из-за того что у хвостоколов в целом хвост слабый и часто ломается, он не может быть четким критерием для определения вида.
В 2001 году был опубликован филогенетический анализ 14 видов хвостоколов, основанный на морфологии. В нём северный колючий хвостокол и Dasyatis lata были признаны близкородственными видоами, образующими кладу с американским хвостоколом и Dasyatis longa. Тот факт американский хвостокол обитает в Атлантическом океане, а Dasyatis lata в Тихом, вероятно, свидетельствует о том, что они разошлись до образования Панамского перешейка (около 3 млн лет назад).

## Ареал и места обитания
Dasyatis longa обитают вдоль тропического побережья обеих Америк в восточной части Тихого океана от Нижней Калифорнии до Колумбии, включая Ревилья-Хихедо и Галапагосские острова. Эти скаты встречаются на песчаном или илистом дне на глубине до 90 м у коралловых или скалистых рифов, заходят в эстуарии рек. На Галапагосах в прошлом они в большом количестве попадались в мелких лагунах и зарослях мангров острова Фернандина. Подобно большинству хвостоколов они ведут донный образ жизни.

## Описание
Грудные плавники этих скатов срастаются с головой, образуя ромбовидный плоский диск, ширина которого на 1/ превышает длину, с закруглёнными плавниками («крыльями»). Передний край диска практически прямой. Рыло короткое и притуплённое. Позади глаз расположены брызгальца. На вентральной поверхности диска расположены 5 жаберных щелей, рот и ноздри. Между ноздрями пролегает лоскут кожи с бахромчатым нижним краем. Рот изогнут в виде дуги, на дне ротовой полости присутствует ряд из 5 отростков, крайняя пара тоньше остальных. Зубы выстроены в шахматном порядке и образуют плоскую поверхность. Брюшные плавники закруглены. Хвост в виде кнута в 2 раза длиннее диска. Как и у других хвостоколов на дорсальной поверхности в центральной части хвостового стебля расположен зазубренный шип, соединённый протоками с ядовитой железой. Иногда у скатов бывает 2 шипа. Периодически шип обламывается и на его месте вырастает новый. Позади шипа на хвостовом стебле расположена короткая и узкая вентральная и низкая дорсальная кожные складки
Вдоль спины от линии «плеч» до основания хвоста пролегает ряд заострённых бляшек. В передней части диска расположены 2 более коротких ряда мелких бугорков. Область между глазами и хвост позади ядовитого шипа покрыты мелкой чешуёй. Окраска дорсальной поверхности диска ровного красновато- коричневого или тёмно-коричневого цвета. Вентральная поверхность диска светлая. Области покрытия чешуёй и количество выростов на дне ротовой полости могут индивидуально отличаться. Максимальная зарегистрированная ширина диска 72,5 см.. Внешне Dasyatis longa похожи на калифорнийских хвостоколов, их ареалы пересекаются. Их можно отличить по наличию дорсальной кожной складки на хвостовом стебле. Длина хвоста не является решающим критерием, поскольку хвост у хвостоколов часто обламывается. Максимальная зарегистрированная ширина диска 1,58 м, а масса 46,4 кг.

## Биология
Dasyatis longa ведут одиночный образ жизни. Они охотятся на донных рыб и беспозвоночных, таких как ротоногие, десятиногие и моллюски. На этих скатах паразитируют ленточные черви Acanthobothrium cimari, A. cleofanus, A. costarricense, A. puntarenasense, A. vargasi, Anthocephalum lukei, A. michaeli, Parachristianella dimegacantha, Pseudochristianella elegantissima, P. nudiscula и Pterobothrioides carvajali и моногенеи Listrocephalos whittingtoni.
Подобно прочим хвостоколообразным Dasyatis longa относится к яйцеживородящим рыбам. Эмбрионы развиваются в утробе матери, питаясь желтком и гистотрофом. У самок функционирует только одна матка. Беременность длится 10—11 месяцев. Самки производят потомство на мелководье и сразу же готовы снова спариваться. В помёте 1—5 новорожденных длиной около 40 см. Самцы и самки достигают половой зрелости при ширине диска 0,8 м и 1,1 м соответственно.

## Взаимодействие с человеком
Из-за ядовитого шипа эти скаты представляют потенциальную опасность для человека. Dasyatis longa в Мексике являются объектом целевого лова. Мясо поступает в продажу в свежем и вяленом виде. Они попадаются в качестве прилова при коммерческом промысле путём донного траления, ярусов и, особенно, жаберных сетей, поскольку они запутываются шипом в ячеях. Данных для оценки Международным союзом охраны природы статуса сохранности вида недостаточно.